# Therese Malfatti
Therese Malfatti, poi baronessa Therese von Droßdik (Vienna, 1º gennaio 1792 – 27 aprile 1851), è stata una musicista austriaca.
Era amica di Ludwig van Beethoven e, secondo una delle ipotesi più diffuse, è la persona a cui il compositore tedesco ha dedicato un pezzo di pianoforte chiamato Per Teresa, in seguito meglio noto come Per Elisa poiché erroneamente trascritto da un copista.